# Томас Вотсон (старший)
Томас Джон Вотсон (старший) (17 лютого 1874, штат Нью-Йорк — 19 червня 1956) — американський підприємець і організатор виробництва, один з засновників і перший президент компанії IBM.
У травні 1911 очолив компанію Computing Tabulating Recording (CTR), яка в 1924 році була перейменована в International Business Machines (IBM). Впровадив в IBM ряд управлінських нововведень і створив особливу корпоративну культуру мотивації працівників.

## Співпраця з нацистською Німеччиною
У 1937 році, будучи президентом Міжнародної торгівельної палати, Вотсон зустрівся з Адольфом Гітлером. Протягом 1930-х років німецька дочірня компанія IBM була її найприбутковішою закордонною компанією, а книга Едвіна Блека «IBM and the Holocaust» 2001 року стверджує, що гонитва Ватсона за прибутком спонукала його особисто схвалити та очолити стратегічні технологічні відносини IBM з нацистською Німеччиною. У ньому описується, як IBM надала обладнання для зведення таблиць, яке Гітлер використовував для захоплення євреїв. Його машини Hollerith з перфокартами сьогодні знаходяться в Музеї Голокосту. У книзі перфокарти IBM описуються як «картки зі стандартизованими отворами», кожна з яких представляє окрему особистосту рису. Картка подавалась до «зчитувача» та була відсортована. Перфокарти ідентифікували євреїв поіменно. Кожен з них служив «штрих-кодом дев'ятнадцятого століття для людей». Зокрема, критики вказують на медаль «Орден заслуг німецького орла», яку Вотсон отримав на засіданні Берлінського Міжнародного конгрес-центра у 1937 році, як доказ того, що він був нагороджений за ту допомогу нацистському режиму, яку надала німецька дочірня компанія IBM — Dehomag (Deutsche Hollerith-Maschinen Gesellschaft mbH) — та її перфокартові машини, зокрема табличні дані перепису (наприклад, місцезнаходження євреїв). Інші дослідження стверджують, що Вотсон вважав, можливо наївно, що ця медаль була визнанням його багаторічної праці на користь світової торгівлі та міжнародного миру..
У зв’язку з сильним ставленням до цієї ситуації, Вотсон хотів повернути німецьку нагороду невдовзі після її отримання. Коли держсекретар Голл відрадив йому робити це, він відмовився від цієї ідеї до весни 1940 року. Тоді Голл відмовився від поради, і Вотсон надіслав медаль назад у червні 1940 року. Керівництво Dehomag не схвалювало дії Вотсона і розглядало можливість відділення від IBM. Це сталося, коли Німеччина оголосила війну Сполученим Штатам у грудні 1941 року, і німецькі акціонери взяли під Dehomag свій контроль. Проте. під час Другої світової війни дочірні компанії IBM в окупованій Європі ніколи не припиняли постачання перфокарт Dehomag, а виявлені документи свідчать, що керівники вищої ланки світової штаб-квартири IBM у Нью-Йорку докладали великих зусиль, щоб зберегти юридичну владу над діяльністю та активами Dehomag через особистий втручання менеджерів IBM у нейтральній Швейцарії, спрямоване через особисті повідомлення та приватні листи.

## Співпраця зі США
У цей же період IBM стала глибше брати участь у військових діях на користь США, зосередившись на виробництві великої кількості обладнання для обробки даних для військових та експериментах з аналоговими комп’ютерами. Вотсон також розробив «доктрину 1%» щодо прибутків від війни, згідно з якою IBM отримувала не більше 1% прибутку від продажу військового обладнання уряду США. Вотсон був одним із небагатьох генеральних директорів, які розробили таку політику.
У 1941 році Вотсон отримав третю за величиною зарплату та компенсаційний пакет у США — 517 221 $, із яких він заплатив 69% податку.
Вотсон був особисто зацікавлений у перебігу війни. Його старший син, Томас (молодший), приєднався до повітряного корпусу Армії Сполучених Штатів і став пілотом бомбардувальника. Невдовзі він був обраний помічником і особистим пілотом генерала Фоллета Бредлі, який відповідав за все обладнання за ленд-лізом, що постачалося до радянського союзу зі Сполучених Штатів. Молодший син, Артур К. Вотсон, також приєднався до армії під час війни.

## Особисте фест
З 1913 року був одружений з Джанет Кітредж. Старший син, Томас (молодший), отримав управління компанією за шість тижнів до смерті батька.